# Herpetospermum tonglense
Herpetospermum tonglense är en gurkväxtart som först beskrevs av C. B. Cl., och fick sitt nu gällande namn av H.Schaef. och S.S.Renner. Herpetospermum tonglense ingår i släktet Herpetospermum och familjen gurkväxter. Inga underarter finns listade i Catalogue of Life.